# Тандилян, Мане Ваняевна
Мане Ваняевна Тандилян (арм. Մանե Վանյայի Թանդիլյան; род. 3 апреля 1978, Алаверди) — государственный деятель Армении и непризнанной Нагорно-Карабахской Республики (НКР), министр труда и социального обеспечения Армении (2018—2019), депутат Национального собрания Армении VI и VII созывов (2017—2018, 2019—2020), министр социальных и жилищных вопросов НКР (2020—2021).

## Биография
Родилась 3 апреля 1978 года в городе Алаверди, Лорийская область, Армянская ССР, СССР.
В 1999 году окончила исторический факультет Ереванского государственного педагогического университета. В 2002 году окончила магистратуру Американского университета Армении по специальности «управление бизнесом».
В 2003—2004 годах работала финансовым аналитиком, в 2004 году — бухгалтером, в 2004—2008 годах — главным бухгалтером, в 2009—2017 годах — заместителем финансового директора и главный бухгалтер в различных частных фирмах.
С 2016 года является членом Ассоциации дипломированных сертифицированных бухгалтеров (ACCA).
В 2017—2018 года являлась депутатом Национального собрания Республики Армения (НС РА) VI созыва, избиралась по избирательному округу № 1 от блока партий «Елк», входила во фракцию «Елк», являлась заместителем председателя постоянной комиссии НС РА по финансово-кредитным и бюджетным вопросам.
С 12 мая 2018 года по 14 января 2019 года являлась министром труда и социального обеспечения Армении. Подала в отставку из-за разногласий с властями по вопросу пенсионной реформы.
9 декабря 2018 года была избрана депутатом НС РА VII созыва по избирательному округу № 4 от территориального избирательного списка партии «Просвещённая Армения». 14 января 2019 года вступила в полномочия, 18 января 2019 года была избрана председателем постоянной комиссии НС РА по финансово-кредитным и бюджетным вопросам. В августе 2020 года сложила полномочия из-за проблем со здоровьем.
2 декабря 2020 года президент НКР Араик Арутюнян назначил Тандилян министром социальных и жилищных вопросов НКР. 1 сентября 2021 года на её должность была назначена Армине Петросян.
Состоит в браке, имеет двоих детей.

## Голодовка
1 марта 2025 года Мане Тандилян объявила голодовку на Площади Свободы, с требованием Рубену Варданяну прекратить голодать. Об этом она также известила в своей странице на Facebook, написав следующее:
Полностью поддерживая требования, лежащие в основе голодовки Рубена Варданяна, с этого момента я начинаю голодовку на Площади Свободы в качестве просьбы Рубену прекратить эту голодовку, несущую необратимую угрозу его жизни.https://www.facebook.com/mane.tandilyan/